# 斯凱勒縣 (伊利諾伊州)
斯凱勒縣（英語：Schuyler County）是美國伊利諾伊州西部的一個縣。面積1,143平方公里。根據美國2000年人口普查，共有人口7,189。縣治魯什維爾（Rushville）。
成立於1825年。縣名紀念美國獨立戰爭將領菲利普·約翰·斯凱勒。